# Roger Clemens
Pour les articles homonymes, voir Clemens.
William Roger Clemens (né le 4 août 1962 à Dayton, Ohio, États-Unis), surnommé Rocket, est un ancien lanceur droitier de baseball.
Considéré comme un des plus grands lanceurs de tous les temps, il joue dans les Ligues majeures de baseball de 1984 à 2007 pour les Red Sox de Boston, les Blue Jays de Toronto, les Yankees de New York et les Astros de Houston. Il remporte 7 fois le trophée Cy Young remis au meilleur lanceur de l'année, plus que tout autre joueur dans l'histoire. Il est l'un des 4 lanceurs à compter 4 000 retraits sur des prises en carrière. Gagnant de 354 matchs, il compte 11 invitations au match des étoiles et a remporté les Séries mondiales de 1999 et 2000 avec les Yankees.
Le 13 décembre 2007, le nom de Roger Clemens est apparu sur la liste des joueurs suspectés de dopage et cités par le rapport Mitchell. Il dément en 2008 devant le Congrès des États-Unis avoir été dopé, est par la suite accusé de parjure et d'avoir menti au Congrès, mais acquitté en 2012 de ces accusations.

## Jeunesse
Roger Clemens a grandi à Dayton jusqu'à l'âge de 15 ans. En 1977, il entre au lycée Spring Woods de Houston au Texas. Lors de ses trois années, il est parmi les meilleurs athlètes du lycée en baseball, football américain et basket-ball. Il est supervisé par les recruteurs des Phillies et des Twins, mais préfère s'inscrire à l'université.

## Carrière universitaire
Il commence sa carrière universitaire au Junior College San Jacinto de Pasadena (Texas) avec un bilan de 9 victoires pour 2 défaites. Il est choisi par les Mets de New York au 12e tour du repêchage amateur de 1981 (289e choix global), mais ne signe pas de contrat professionnel. Il s'inscrit à l'Université du Texas à Austin où il intègre l'effectif des Longhorns. En deux saisons, il accumule 25 victoires pour deux défaites et 241 retraits sur prises en 275 manches lancées. Il mène son équipe à la victoire lors de la finale universitaire en 1983 (College World Series) en remportant le dernier match de la série contre l'université d'Alabama.

## Carrière en ligue majeure

### Red Sox de Boston
Clemens a commencé sa carrière en Ligue majeure avec les Red Sox de Boston en 1984. En 1986, il remporte 24 matchs et subit 4 défaites, sur 33 matchs débutés, soit un pourcentage de victoires de  72,72 %. Il est sélectionné pour le match des étoiles où il lance les 3 premières manches pour la Ligue américaine sans concéder de point. En fin de saison, il participe aux séries éliminatoires avec les Red Sox. Il est crédité d'une victoire et d'une défaite en 5 apparitions en tant que lanceur partant. Il remporte le trophée Cy Young et le trophée de meilleur joueur des ligues majeures. Depuis 1984, aucun autre lanceur n'a remporté le trophée de meilleur joueur des Ligues majeure, Pedro Martínez a fini deuxième en 1999. En 1987, il finit la saison avec 20 victoires et 9 défaites. Il décroche son second trophée Cy Young. Entre 1986 et 1992, il cumule au moins 17 victoires chaque saison, pour un total de 136 victoires en 7 saisons, soit une moyenne de plus de 19 victoires par saison.
En 1993, il ne gagne que 11 matchs pour 14 perdus. C'est la première saison de sa carrière où il n'enregistre pas un pourcentage de victoires supérieur à 50 %. Il ne remporte que 9 victoires en 1994, 10 en 1995 et termine sa 13e saison à Boston avec un bilan de 10 victoires pour 13 défaites en 1996. Le 5 novembre 1996, il devient agent libre et signe le 13 décembre avec les Blue Jays de Toronto.

### Blue Jays de Toronto
En 1997 avec les Blue Jays de Toronto il a gagné le triple couronne en menant la Ligue américaine en victoires, à la moyenne de points mérités et aux retraits sur prises. Il a remporté le trophée Cy Young et a fini 10e lors du vote pour le meilleur joueur. En 1998 il a répété exactement cette performance, en gagnant le triple couronne, en remportant le trophée Cy Young et en finissant 11e lors du vote pour le meilleur joueur.

### Yankees de New York
Clemens a rejoint les Yankees de New York en 1999 et n'a gagné que 14 matchs pour 10 perdus mais les Yankees se sont qualifiés pour les Séries Mondiales. Les Yankees ont gagné les Séries Mondiales 4 matchs à 0 contre les Braves d'Atlanta, chacun des 4 lanceurs partants des Yankees avait enregistré une victoire, y compris Clemens qui n'a permis qu'un seul point en 7 2⁄3 manches lancées. Les Yankees ont répété cette performance en 2000 en remportant la Série Mondiale contre les Mets de New York. Cette fois Clemens a gagné le seul match qu'il a commencé en lançant 8 manches sans permettre de point. En 2001 Clemens a eu sa première saison notable avec les Yankees, et a gagné 20 matchs pour 3 perdus et vers la fin de la saison, avait gagné 20 matchs pour un perdu la seule fois qu'un lanceur a gagné 20 matchs sur 21. Cette fois les Yankees se sont qualifiés pour les Séries Mondiales, mais ont perdu contre les Diamondbacks de l'Arizona. 3 matchs à 4. Clemens a gagné son premier match et menait 2 points à un après 8 manches lors du dernier match. Il a été remplacé par Mariano Rivera le stoppeur célèbres des Yankees, qui a permis deux points et a perdu le match 3 à 2.
Clemens a gagné 13 matchs en 2002 et 17 matchs en 2003 à l'âge de 40 ans.

### Astros de Houston
Au début de 2004 Clemens a rejoint les Astros de Houston près de chez lui au Texas. Il a gagné 18 matchs pour 4 perdus en  2004 (81,82 %) et a remporté son 7e trophée Cy Young. En 2005 il a mené la Ligue à la moyenne de points mérités avec une moyenne de 1,87 mais n'a gagné que 13 matchs, et a fini 3e lors du vote pour le vainqueur du trophée Cy Young. Les Astros se sont qualifiés pour les séries éliminatoires où ils ont battu les Braves d'Atlanta puis les Cardinals de Saint-Louis avant de perdre les Séries Mondiale aux White Sox de Chicago. Clemens a commencé le premier match des Séries Mondiale et a été enlevé après deux manches ayant permis trois points. Il a enregistré une non-décision mais les Astros ont perdu le match, et enfin la série 4 matchs à 0,.
Clemens a pris sa retraite à la fin de 2005 mais est revenu en 2006 après la moitié de la saison, et a gagné 7 matchs pour 6 perdus avec une moyenne de points mérités de 2,30 et 102 retraits sur prises en 130 manches. À la fin de cette saison, il a encore annoncé sa retraite.

### Retour aux Yankees
Le 6 mai 2007, Roger Clemens annonce qu'il revient aux Yankees et espère relancer au début du mois de juin, après une remise en condition en ligue mineure,. Son contrat d'une saison prévoit un salaire de 4,5 millions de dollars par mois effectif en ligue majeure. Il a alors besoin de 14 victoires pour dépasser Kid Nichols, le 7e lanceur de tous les temps au nombre de victoires en carrière.
Le 9 juin 2007, Clemens rejoue en ligue majeure après trois matchs de préparation en ligue mineure. Son retour aurait dû se produire plus tôt sans une douleur aux adducteurs contractée une semaine auparavant. Face aux Pirates de Pittsburgh, il lance pendant 6 manches (108 lancers), retire 7 batteurs sur prises et obtient sa 349e victoire en carrière.

## Allégations de dopages et procès
Le nom de Roger Clemens est mentionné à 82 reprises dans le rapport Mitchell sur le dopage dans le baseball professionnel. Il est dénoncé comme utilisateur de stéroïdes par José Canseco dans son livre controversé, Juiced, ainsi que par ses anciens coéquipiers Jason Grimsley et Andy Pettitte. L'ancien entraîneur des Yankees de New York Brian McNamee prétend dans le rapport avoir injecté du Winstrol à Clemens en 1998, 2000 et 2001. Clemens nie les allégations et apparaît à l'émission 60 Minutes pour tenter d'en convaincre le public le 6 janvier 2008.
Le 13 février 2008, Clemens comparaît devant le congrès des États-Unis et, sous serment, déclare n'avoir jamais utilisé de stéroïdes et que les seules injonctions qu'il a reçues étaient des injections de lidocaïne et de vitamine B12. Il nie avoir été présent à une soirée chez José Canseco où le sujet des stéroïdes aurait été discuté. Il nie également avoir confié à Andy Pettitte avoir pris de l'hormone de croissance, alors que Pettitte avait déclaré sous serment le 4 février avoir eu cette conversation avec Clemens. Durant cette conversation, Clemens aurait dit à Pettitte que McNamee lui avait injecté de l'hormone de croissance.
Des contradictions dans les déclarations de Clemens, notamment le désaccord sur ce qui aurait ou pas été discuté avec Andy Pettitte, suscite la suspicion du département américain de la Justice, qui croit que Clemens a menti sous serment. Le 19 août 2010, Clemens est accusé d'obstruction au Congrès (un chef d'accusation), d'avoir fait de fausses déclarations (trois chefs), et de parjure (deux chefs). Un premier procès est annulé au deuxième jour des procédures, le 14 juillet 2011, des éléments de preuve ayant été qualifiés d'inadmissibles par le juge. L'année suivante, le 18 juin 2012, après 10 semaines de procès et 10 heures de délibérations, un jury déclare Clemens non coupable de tous les chefs d'accusation déposés contre lui. Brian McNamee fut témoin à ce procès, et sa crédibilité fut mise en doute, même par les procureurs.

## Temple de la renommée du baseball
Le nom de Roger Clemens apparaît sur les bulletins de vote remis aux membres de l'Association des chroniqueurs de baseball d'Amérique pour l'élection de 2013 au Temple de la renommée du baseball. La candidature de Clemens, qui comme celle de Barry Bonds, serait une formalité sans les allégations de dopage à son endroit, est contestée. L'ancien lanceur ne reçoit que 37,6 % d'appuis à sa première année d'éligibilité au Temple, alors que 75 % sont requis pour l'élection. Bonds, lui aussi admissible pour la première fois, ne reçoit que 36,2 %.
Après avoir plafonné à 35,4 % et 37,5 % en 2014 et 2015, respectivement, Clemens récolte 45,2 % d'appuis 2016.

## Carrière et classements
Après la saison 2011 des Ligues majeures de baseball, Roger Clemens est :
- classé 3e de l'histoire pour les retraits sur des prises en carrière (4672)[17]
- classé 9e pour les victoires (354)[18]
- classé 18e pour le pourcentage de victoires (65,8 %)[19]
- classé 7e pour les parties jouées comme lanceur partant (706)[20]
- classé 16e pour les manches lancées (4916 2⁄3)[21]

En date du 20 août 2012, Clemens est :
- classé 19e de l'histoire pour les retraits sur des prises par 9 manches lancées (8,55)[22].
- classé 26e de l'histoire pour les blanchissages (46)[23].

## Retour au jeu à 50 ans
En 2012, Clemens annonce qu'il effectuera un retour au jeu, peu après son 50e anniversaire de naissance le 4 août. Clemens lance deux matchs pour les Skeeters de Sugar Land, un club de baseball indépendant de l'Atlantic League les 25 août et 7 septembre 2012, la deuxième fois avec son fils Koby Clemens comme receveur.

## Honneurs
- Sept trophées Cy Young : 1986, 1987, 1991, 1997, 1998, 2001, 2004
- Meilleur joueur de la Ligue américaine : 1986
- Vainqueur de la Série mondiale avec les Yankees de New York : 1999, 2000

## Vie personnelle
Avec Debra Lynn Godfrey, qu'il épouse en novembre 1984, Roger Clemens a quatre fils : Koby, Kory, Kacy et Kody. Tous ont un prénom qui commence par la lettre « K », qui est l'abbréviation en anglais pour le mot strikeout (retrait sur des prises). Koby est un joueur de premier but, de troisième but et receveur choisi par les Astros de Houston au 8e tour de sélection du repêchage amateur en 2005 et joue professionnellement en ligues mineures jusqu'en 2012. Kacy, un lanceur, est repêché par les Astros au 35e tour en 2013, tandis que Kody Clemens, un arrêt-court, est sélectionné par Houston au 35e tour en 2015.
Clemens défraie la manchette pour une aventure extra-conjugale avec Mindy McCready, chanteuse country qu'il rencontre dans un bar de karaoké de Floride alors qu'il a 28 ans et elle 15 ans, et qu'il fréquente pendant une dizaine d'années. La chanteuse assure cependant que la relation n'est devenue sexuelle que des années après qu'elle eut passé l'âge de la majorité. Clemens aurait également eu une aventure avec Dean Daly, ex-épouse du golfeur John Daly, ce que ce dernier ne dément pas.

## Télévision
Roger Clemens est apparu en compagnie de huit autres joueurs des ligues majeures dans Homer at the Bat, un épisode de la série Les Simpson originellement diffusé le 20 février 1992.
Ainsi que dans l'épisode 1 de la saison 4 de Spin City.